# El sí de las niñas
El sí de las niñas (lett. "Il sì delle bambine") è un'opera teatrale di Leandro Fernández de Moratín, rappresentata per la prima volta a Madrid dal 24 gennaio 1806 alla quaresima dello stesso anno. Si tratta di una commedia in prosa divisa in tre atti che venne successivamente proibita dall'Inquisizione.

## Debutto e reazioni
Moratín finì l'opera nel 1801, molto tardi rispetto alle precedenti La comedia nueva, El barón e La mojigata, scritte tutte alla fine degli anni '80. Negli anni successivi al 1801 si concentro alla messa in scena di El barón e La mojigata, e solamente nel 1805 decise di pubblicare la sceneggiatura dell'opera. 
Nel mese di gennaio del 1806 iniziarono le prove dello spettacolo con la compagnia del Teatro de la Cruz, fino al debutto il 24 gennaio dello stesso anno. El sí de las niñas fu immediatamente un successo e divenne una delle rappresentazioni teatrali più apprezzate del suo tempo e dell'intero secolo. L'opera fu rappresentata per ventisei giorni consecutivi con più di 37.000 spettatori, una cifra equivalente ad un quarto della popolazione adulta di Madrid al tempo. 
Il successo senza precedenti de El sí de las niñas portò paradossalmente all'abbandono dalla scena teatrale dell'autore, tranne l'adattamento di due opere di Molière, La scuola dei mariti e Il medico per forza. El sí de las niñas, senza dubbio, sollevò molte polemiche per il suo messaggio d'ispirazione illuminista e nel 1815, con la restaurazione del re Ferdinando VII l'Inquisizione spagnola proibì la commedia, insieme a La mojigata. Con l'abolizione della censura nel 1834, dopo quasi vent'anni l'opera venne nuovamente messa in scena.

## Trama
Francisca, una ragazza educata in un convento, viene promessa in sposa al quasi sessantenne don Diego per volere di sua madre, doña Irene. Don Diego aspetta in una locanda l'arrivo della sua promessa sposa, che in realtà è innamorata di un soldato che conosce con il nome di don Félix. Il soldato, una volta scoperto che Francisca è costretta a sposarsi con un altro uomo, decide di intromettersi per impedirle di sposarsi. Quando don Félix decide di scrivere a Francisca, la lettera sfortunatamente finisce nelle mani di don Diego, che scopre la relazione segreta fra i due e chiede alla ragazza di raccontargli la verità. Doña Irene insiste nell'imporre la sua autorità e portare avanti il matrimonio, ma don Diego, una volta scoperto che don Félix è in realtà suo nipote don Carlos, decide di annullare il suo matrimonio e dà la sua benedizione alla coppia.

## Caratteristiche e temi
Le caratteristiche principali di queste opera sono le stesse promosse dal teatro dell'Illuminismo: perfetta unità temporale, secondo cui il tempo dell'azione coincide con quello della rappresentazione e quello non rappresentato trascorre negli intervalli, e perfetta unità spaziale, secondo il l'azione accade in un solo luogo fisso, in questo caso una locanda ad Alcalá de Henares. Inoltre viene abbandonato il verso a favore della prosa, già usata per La comedia nueva.
Il carattere didattico dell'opera si rifà invece al Neoclassicismo, in cui si sviluppa un problema quotidiano e si analizza con gli strumenti dettati dalla ragione. Ne El sí de las niñas il problema proposto è l'autorità che esercitano i genitori sulle proprie figlie riguardo al matrimonio, obbligandole a trovare un marito che possa loro permettere una vita agiata finanziariamente. La critica sociale si sviluppa quindi sull'educazione alla quale sono sottoposte, portata avanti dalla tradizione cristiana. Un altro tema sviluppato è quello dei matrimoni di persone prossime alla senilità con giovani fanciulle, già toccato in El viejo e la niña, non conforme con le idee illuministe sia per le visioni sull'amore come strumenti di coesione della coppia ma anche per il realistico incremento demografico messo in pericolo dall'anzianità del marito. Nell'opera, don Diego comprende il vero amore che provano don Carlos e Francisca ed arrivare alla conclusione più ragionevole per risolvere il conflitto, cioè mettersi da parte e celebrare l'amore.

## Personaggi
I personaggi che compaiono nell'opera sono:
- Francisca (diminuito in Paquita) è una giovane ragazza di 16 anni che nasconde il suo rifiuto verso don Diego per compiacere la madre.
- Don Diego è un uomo di 59 anni, zio di don Carlos e promesso sposo di Francisca. Può essere considerato il vero protagonista dell'opera in quanto personificazione della ragione.
- Don Carlos è un giovane cavaliere, valoroso e giusto, nipote di don Diego. Si è innamorato di Francisca, alla quale si è presentato come don Félix.
- Doña Irene è la madre di Paquita, donna austera che forza la figlia a sposarsi con uno sconosciuto. Rappresenta l'autorità dei genitori e funge anche da personaggio comico in quanto al limite dell'esagerazione.
- Rita è la serva di doña Irene.
- Simón è il servo di Don Diego.
- Calamocha è il servo di Don Carlos.